# Họ Chim lam
Họ Chim lam (danh pháp khoa học: Irenidae) là các loài chim dạng sẻ nhỏ sinh sống trong các khu rừng và đồn điền tại khu vực nhiệt đới miền nam châu Á và Philippines. Chúng có quan hệ họ hàng với chim xanh. Tên gọi họ này trong một số tài liệu về điểu học bằng tiếng Việt là họ Chim xanh, nhưng tên gọi này hiện tại không thể coi là chính xác, do các loài chim xanh (Chloropsis spp.) đã tách ra thành họ riêng với danh pháp Chloropseidae và tên gọi họ Chim xanh phù hợp với danh pháp đó.
Các loài chim này có hình dáng giống như chào mào (Pycnonotidae), sinh sống trong các khu rừng thưa hay các bụi rậm cây có gai. Mặc dù nhóm này có xu hướng có bộ lông màu nâu xám, nhưng chúng có dị hình giới tính, với chim trống có bộ lông màu lam sẫm còn chim mái có bộ lông màu xanh lục xỉn hơn.
Các loài chim này ăn quả, đặc biệt là của các loại sung, vả và đôi khi ăn cả sâu bọ. Chúng đẻ 2-3 trứng trong tổ trên cây.
Như tên gọi của chúng cho thấy, chim lam châu Á có ở miền nam châu Á còn chim lam Philippin chỉ có trên quần đảo này.

## Các chi và loài
Chi Irena Horsfield, 1821
- Irena cyanogaster Vigors, 1831: Chim lam Philippin
- Irena puella Latham, 1790: Chim lam hay chim lam châu Á

### Trước đây thuộc họ này
Toàn bộ chi Chloropsis hiện thuộc một họ riêng, Họ Chim xanh
Chi Chloropsis Jardine & Selby, 1827
- Chloropsis aurifrons Temminck, 1829): Chim xanh trán vàng hay chim xanh ngực vàng
- Chloropsis cochinchinensis Gmelin, 1789: Chim xanh Nam Bộ hay chim xanh cánh lam
- Chloropsis cyanopogon Temminck, 1830: Chim xanh nhỏ
- Chloropsis flavipennis Tweeddale, 1878: Chim xanh Philippin
- Chloropsis hardwickii Jardine & Selby, 1830: Chim xanh hông vàng hay chim xanh bụng cam
- Chloropsis palawanensis Sharpe, 1877: Chim xanh họng vàng
- Chloropsis sonnerati Jardine & Selby, 1827: Chim xanh lớn
- Chloropsis venusta Bonaparte, 1850: Chim xanh mặt nạ lam